# Poser
Poser（ポーザー）は、3次元コンピュータグラフィックス (3DCG) ソフトウェアである。3DCGソフトでありながらモデリング機能を持たず、人体モデルや動物モデルなどのポーズ付けやコンピュータアニメーション制作に特化した特殊なソフトで、比較的安価で、簡単に人物を扱った3DCGを制作できることから、映像制作の現場でもしばしば利用されている。
2023年現在、3Dコンテンツのオンラインマーケット「Renderosity」を運営するBondware社が版権を所有しており、日本代理店はソースネクスト社が担当している。2023年リリースのPoser13が最新版である。

## 特徴
あらかじめ複数の人体や動物のモデル（フィギュアと呼ばれる)が用意されており、これに適宜ポーズをつけて組み合わせることで、静止画や動画を制作する。ポーズがつけられるように、フィギュアにはあらかじめボーン（骨組み）が埋め込まれており、顔の造作や人種的な特徴、表情はモーフィングによって標準のモデルを変形することで表現する。モデルには多数のモーフィングパラメータが埋込まれている。衣服のモデルも複数用意されており、裸体のモデルに衣服や髪の毛、プロップ（小道具）を付けて、服装や持ち物を表現する。また、Poser自体にはモデリングの機能はない。
標準のボーンとモデルが提供されたことで、手を含めたポーズや表情・衣服をユーザ間で共通化することができるようになり、サードパーティーやユーザーにより多数のデータが作成され、世界的に流通するようになった。標準で装備されているモデルを使用するだけでも、モーフィングさせることで望みの造形の人物を手軽に作りあげることができ、データの差分だけを取り出して簡単に流通させることができるので、多くのユーザが改造モデルを作って配布した。モデルやプロップ、ポーズなどは販売されているものもあるが、ユーザーによって無償で公開されているものも多い。こうしたユーザー達のコミュニティが、特に英語圏において盛んである。
あらかじめ用意されたモデルや小道具のほかに、外部のモデリングソフトで制作したモデルをAlias Wavefront ObJect形式やLightWave形式のフォーマットで読み込んでボーンを埋め込むことにより、ユーザ独自のフィギュアや小道具を作ることができる。
3ds MaxやLightWaveなどにプラグインを組み込んで連携させることも出来る。Shade、Carrara、Vueのように標準でPoserと連携できる3DCGソフトウェアもある。
難点としては、KPT由来の独特のインタフェースに慣れが必要な事、データファイルにセーブされるのはパラメータ情報のみでフィギュア形状などは毎回ライブラリから読み込まれる仕様であり、しかもライブラリファイルの場所が固定であるため、他のマシンでの作業や他ソフトへのエクスポートに制限が生じる事などがある。
競合ソフトとしてDAZ Studioが存在する。DAZ Studioは元々はPoserの互換ソフトとして登場したが、2013年よりPoserとの互換性を切って独自路線を行き始めた。
日本代理店は、Poser11まではイーフロンティア社が行っており、Poser12以降はソースネクスト社が行っている。

## 歴史
アーティストが使うデッサン人形をデジタルで代替するものとしてラリー・ワインバーグが開発し、PainterやBryceなどで知られるFractal Design社から1995年に初代Poserが発売された。
1997年にFractal Design社がMetaCreations社に買収されたことにより、MetaCreations社によってデザインが再設計され、1998年に「Poser3」がリリース。このバージョンでインターフェースが固まる。
その後、Curious Labs社を経て、2003年にPoserの日本代理店であるイーフロンティアがCurious Labsの全株式を取得して完全子会社化し、Curious Labs社の社名をe frontier America社へと変更。イーフロンティアは同年に破綻したエクス・ツールスより営業譲渡を受け、Shade関連事業の権利を取得したことにより、ShadeとPoserが姉妹ソフトとなり、ShadeとPoser間でのデータの完全互換が実現した。
2007年、「Anime Studio (現・Moho）」の展開元であり「Manga Studio (現・CLIP STUDIO PAINT)」の米国代理店でもあるSmith Micro Software社がe frontier America社からPoserの版権を含むグラフィック関連事業を買収。2009年7月、Smith Micro社はPoser用アセット販売サイト「contentparadise（コンテンツパラダイス）」を開設した。
この当時、Poser公式は新モデルの展開に積極的ではなく、そのためDAZやRenderosityなどのサードパーティによるアセット販売サイトでリリースされたモデルが人気を博していた。特に、DAZを展開するDAZ 3D社が2011年にリリースした「Victoria4」などのDAZ第4世代フィギュアは定番となった。しかし、 DAZ 3D社は自社で展開するPoserの互換ソフト「DAZ Studio」に重点を置き始め、2013年にリリースしたDAZ第5世代フィギュア「Genesis」よりPoserとの互換性を切り、「DAZ Studio」はPoserの競合ソフトとして独自路線を歩み始めた。それに伴い、アセット販売サイト「DAZ」もDAZ Studio向けに偏重し始めた。そのため、Poser向けのアセット販売はRenderosityがメインとなった。
2018年11月、Smith Micro社は「コンテンツパラダイス」を閉鎖し、全てのデータをRenderosityに移譲した。
2019年、Renderosityを運営するBondware社がSmith Micro社よりPoserを買収。これによりRenderosityがPoserの公式ストアとなった。

### Poser 1, 2
1995年に発売されたバージョン1では、美術で用いる人体模型をシミュレートすることが目的であったが、バージョンがあがるごとに、モデルが精細化してより人間に近くなった。

### Poser 3, 4
バージョン3、バージョン4で、衣服や頭髪の着脱、モーフィングによる変形機能、テクスチャマッピングによる質感や透明度、反射などのレンダリング機能の向上が図られた。

### Poser Pro Pack (Poser 4.2)
Poser 4向けに発売された機能追加ソフト「Poser Pro Pack」はバージョン4.2に相当し、Pythonスクリプトの実行機能やモーションブラー、ボーン構築を容易にするためのセットアップ・ルームなどの追加、バンプマップ画像(BUM→JPEG等)やサムネイル画像(RSR→PNG)の形式変更がおこなわれた。

### Poser 5
バージョン5では大幅な機能強化が図られ、髪の毛や布地のシミュレーションを行う機能、レイトレーシング、マイクロポリゴンや被写界深度表現、外部から顔写真を入力してモデルの顔に自動的にマッピングする機能が追加された。
このPoser 5において基本的なデータ構造が一応完成し、無料・有料を問わず世間に流通しているPoser向けデータのほとんどは、Poser 5 で読込み・実行が出来ることが基準となっている。
新バージョン発売後に、短期間だけであるが無料ダウンロードがおこなわれていたことがある。（現在はおこなわれていない）

### Poser 6
OpenGLへの対応、より自然に見せるためのレンダリング機能の強化（環境閉塞、サブサーフェイス・スキャタリング）、トゥーンレンダリングにおける輪郭線描画の改良などが行われた。

### Poser 7
2007年2月発売。
セリフに合わせてフィギュアの口や唇を動かすリップシンク、レンダリングにおけるマルチコアプロセッサおよびHigh Dynamic Range Images(HDRI) への対応、ほかマルチアンドゥ・リドゥ、ペンタブレットによる操作に対応、クレイツール(粘土をこねるようなモデリング機能）がモーフパテに追加、など機能の向上が図られている。

### Poser Pro
2008年発売。英語版のみ。日本語版は未発売。
基本機能はPoser 7とほぼ同じ。
プロユース向けの機能追加を行ったもの。（Maya,3ds,Lightwaveなど他ソフトとの連携プラグイン、COLLADAフォーマットサポート、レンダラの64ビットCPU対応、ネットワークレンダリング機能など）

### Poser 8
2009年8月発売(英語版)。日本語版は2010年4月末に発売。
Poser7からインタフェースが大きく変更されユーザビリティの向上がはかられたが、基本機能の変更点は間接照明など限定的である。その他の変更点は、パーツの境界を越えて編集できるようになったモーフパテのモデリング機能、異なるパラメータを連動させるパラメータ依存編集機能、レンダリングエンジンの品質向上、OpenGLプレビューの改善、新フィギュアの追加など。
Poser7の後継版であり、Poser Proで追加されたプロユース向け上位機能は搭載されていない。なおこのバージョンから、Internet Explorer 7と Adobe Flash Player 9が動作環境として必須となった(両者を活用したFlexという表示技術が使われているため)。また、Poser Pro Pack(Poser 4.2)以前のバージョン用のサムネイル画像形式(RSR)への対応・PNG形式への自動変換は、このバージョンで廃止された。

### Poser Pro 2010
2010年3月発売(英語版)。
Poser8をベースに、Poser Proに搭載されたプロユース向け上位機能など拡張を施したもの。
Poser Proはレンダラだけが64ビットアプリで、本体は32ビットのままだったが、今回は本体も含め64ビット化が計られている。

### Poser 9
2011年9月発売(英語版)。
独自の3軸ウェイトマッピング機能を搭載した。
内蔵のFireFlyレンダラーにサブサーフェイス・スキャタリング機能が追加されたことで、人肌の表現が飛躍的に向上した。

### Poser Pro 2012
2011年9月発売(英語版)。
新技術の3軸ウェイトマッピングによるフィギュアを作成するための機能はPro版にのみ搭載される機能となった。

### Poser 10
2013年5月発売(英語版)。
Pixar社のOpenSubdivによるテッセレーション技術と、Bullet Physicsによる物理シミュレーション機能が追加された。
モーフブラシ機能が強化され、服の破綻部分の修正などに活用しやすくなった。
コミックプレビューモードが追加された。

### Poser Pro 2014
2013年5月発売(英語版)。
Poser 10の機能に加え、他フィギュア用の服を移植するための「フィットルーム」と、フィギュア間のモーフ転送機能が追加された。

### Poser 11
2015年11月発売(英語版)。
Blenderの「Cycles」レンダーエンジンをカスタマイズした「Superfly」を搭載した。「Smooth Translations」機能で、体のジョイント部分の変換がスムーズでリアルになった。

### Poser Pro 11
2015年11月発売(英語版)。
Poser 11の機能に加え、64ビット対応、CUDAを活用したレンダラー、ネットワークレンダリング、ハイエンド3DCGツールとの連携機能、他フィギュア用の服を移植するための「フィットルーム」などが搭載される。

### Poser 12
2020年12月発売。コンテンツの添付やSuperFlyレンダリングのCyclesエンジンの最適化によるGPUレンダリングの高速化、一部の既存機能やコンテンツをオミットしたり、バージョンもpro版と統廃合するなどした。
2022年5月にはバージョン１２の最終マイナーバージョンアップのリリースがあった。 

## フィギュア
POSERは、一般的なモデリング機能は有していない。既存のモデルデータを変形する機能を幾つか持ち、それによって人物等の造形を行う事はできるが、顔の造形やヘアデザイン・洋服などの製作などには、あるレベルの技術や知識が必要なので、結果的にはDAZやRenderosityなどでフィギュアや髪・服などといったパーツを購入し、キャラクターを作り上げることが多い。衣類や髪型などのパーツやテクスチャ等は、VictoriaやAikoといった人体のモデルに合わせて販売や配布がされる。このため、パーツを購入する際には、規格が自分の保有しているフィギュアに合うかどうかを確かめる必要がある。
なお、Poserの製品パッケージ内にも数種の個性的な男性・女性フィギュアモデルが標準で含まれているが、これらプリセットデータを使用したレンダリング画像は、近年は後述するDAZ製のフィギュアに押されて少数派なのも実情である。

### DAZ社製フィギュア
DAZ社が販売している人体フィギュアは2010年代において普及率の点で事実上の標準となっていた。他社が販売しているデータや個人が無料配布しているデータの多くも、DAZ製フィギュアの規格に合わせて作られていることが多かった。
DAZ社からは極めて多数のフィギュアが販売されているが、大まかに6世代に分類できる。第4世代まではPoser向け、第5・第6世代のフィギュアはDAZ Studio向けだがPoserに流用可能、第7世代以降のフィギュアは完全にDAZ Studio向けでPoserに流用できない。同じ世代に分類されるフィギュア間には、ある程度の互換性が確保されており、パーツやテクスチャ等を流用することができる場合が多い。例えばVictoria3とAiko3の間ではテクスチャを流用できる。しかし、第1世代と第2世代の間を除き、世代が異なるフィギュア間には互換性は無い。例えばVictoria3とVictoria4の間には互換性が無い。
2013年リリースのDAZ第5世代フィギュア(Genesisシリーズ)以降、DAZ社のフィギュアはPoserの競合ソフトであるDAZ Studio向けとして独自路線を歩むことになった。Poser用として開発されていたのはDAZ第4世代フィギュアまでである。

#### DAZ第1世代フィギュア
Victoria1 (V1) ・ Michael1 (M1)
DAZ製のフィギュアにおいて、かつてはメインだったフィギュア。名称こそ現行のフィギュアと関連しているが、データ的には互換性は無く、現在ではほとんど使われることはない。
Stephanie (S1)
DAZ製フィギュア。Victoria1用の服が着用できるが、あまり人気が出ずに終わった。

#### DAZ第2世代フィギュア
Victoria2 (V2) ・ Michael2 (M2)
DAZ製のフィギュアにおいて、かつてはメインだったフィギュア。名称こそ現行のフィギュアと関連しているが、データ的には互換性は無く、現在ではほとんど使われることはない。
第2世代は、第1世代のフィギュアにモーフターゲットやパラメータを増やしたもの。テクスチャーや服などのパーツは、相互互換（V1とV2・M1とM2）である。
Millennium Girls (Preschool, PS, Preteen, PT)
幼稚園から小学生くらいの女の子のフィギュア。テクスチャはV1・V2と流用できる。
Millennium Boys (Preschool Boys, Preteen Boys)
幼稚園から小学生くらいの男の子のフィギュア。テクスチャはV1・V2と流用できる。

#### DAZ第3世代フィギュア
Victoria3 (V3)
一世を風靡し、DAZ製フィギュアが業界標準として広まる礎を築いた人気フィギュア。
20代から30代の洋風な美人のフィギュアで、対応するパーツが非常に多い。
基本セットは無料だが最低限の機能しか実装されておらず、モーフターゲットやテクスチャーなどは有料になる。
Victoria4が普及した現在では、あまり使われなくなった。
Aiko3 (A3)
10代後半の少女のフィギュアで、日本のアニメキャラを意識したデザインをしている。Victoria3に次いで対応パーツが多い。2009年現在、Victoria3はほとんど使われなくなったが、Aiko3は未だに人気を継続しており派生パーツの発表が続いている。
派生品として日本人製作による、頭部部分をよりアニメキャラに近づけたBelbelや、頭身を下げたChibibelなどがある。
基本セットは一時期は無料だった（現在は有料）。モーフターゲットなど追加パーツが別売りというのはVictoria3と同じ。
Stephanie 3 Petit (S3P,SP3,S3)
10代後半から20代の洋風な美人のフィギュア。
The Girl
Aiko3は日本のアニメ風であるが、こちらはアメコミに近く、極めてデフォルメしてデザインされたフィギュア。
Michael3 (M3)
20代から30代の西洋風男性を意識したフィギュア。
男性フィギュアの中では最も人気を博したフィギュア。ただし男性フィギュア自体が女性フィギュアに比べるとどうしてもユーザ人気が弱いため、服などのパーツが(女性フィギュアに比べると)総じて少ない傾向は否めない。
基本フィギュアは無料・モーフターゲットは有料という配布方法。
Hiro3 (H3)
Aiko3と対になる男性フィギュア。10代後半の少年のフィギュアで、Aikoと同じく日本のアニメキャラを意識したデザインをしている。モーフターゲットは基本セットに付属。衣服をDavid用のものと一部融通させる事ができる。
これも男性フィギュアの人気の無さのため、Aiko3ほどは普及していない。
David (D3)
10代から20代の若い西洋男性をモチーフにしたフィギュア。女性フィギュアに比べて服などの外部付加パーツが少ないのは、Michaelなどと同じ。
The Freak
筋肉質の荒くれ者という印象のフィギュア。モンスター等に変形して使われることも多い。
Millennium Kids Young Teen (Laura, Luke)
中学生から高校生くらいの男女フィギュア。
Millennium Kids Preschoolers
幼稚園から小学生くらいの子供の男女フィギュア。普及率はかなり低く、ほとんど使われていない。
Millennium Baby
赤ん坊のフィギュア。
なお、第3世代フィギュア同士は、基本的に肌テクスチャのテンプレート(UV展開図)が同一であるため、使い回しが出来る。

#### DAZ第4世代フィギュア
Victoria4 (V4)
20代から30代の洋風な美人のフィギュアで、対応するパーツが非常に多い。Victoria3よりも見た目の年齢が若干下がった印象。2009年現在、新規に作成されるパーツはVictoria3向けよりもVictoria4 向けの物が圧倒的に多く、世代交代がほぼ完了した。
基本セットは無料だが最低限の機能しか実装されておらず、モーフターゲットやテクスチャーなどは有料になる。
2回マイナーチェンジが行われ、現在最新版はVictoria4.2である。
第4世代に属する女性フィギュア(Aiko4,The Girl4)は、Victoria4に対するモーフターゲットという形で提供されている。このため、Victoria4のパーツ等の流用が第3世代に比べ容易になっている。また、モーフパラメータを適当に配分しブレンドすることにより、たとえば、Victoria4とAiko4の中間的なフィギュアを簡単に作り出すことができる。
Aiko4 (A4)
10代後半の少女のフィギュアで、日本のアニメキャラを意識したデザイン。
The Girl4 (G4)
欧米の漫画風にデフォルメされた女性フィギュア。
Michael4 (M4)
20代から30代の西洋風男性を意識したフィギュア。
第4世代に属する男性フィギュア(Hiro4,The Freak4)は、Michael4に対するモーフターゲットという形で提供されている。これによるメリットはVictoria4の項に記述したものと同じ。
Hiro4 (H4)
10代後半の少年のフィギュアで、日本のアニメキャラを意識したデザイン。
The Freak 4
荒くれ者の男性をイメージしたフィギュア。
The Kids 4
10歳未満の子供をイメージしたフィギュア。別売りモーフターゲットであるThe Kids 4 Morphs++ を導入することで、性別・体形などの変化をつけられる。

#### DAZ第5・第6世代フィギュア
Genesis/Genesis2(要：DSON Importer for Poser）
この世代以降のフィギュアはDAZ Studio用に作成されたものであり、Poserとの互換性はない。DSON Importerプラグインを別途インストールすることで、Poser上に読み込んで使うことは可能であるが、機能に制限がある。また、Poser上でGenesis用コンテンツを作成することはできない。
Genesisは男性・女性・子供など全てのキャラを共通のベースモデルの変形で対応する仕様であり、Genesis2は男女でそれぞれ専用のベースモデル（メッシュトポロジは共通）を利用している。
これ以前のフィギュアはPoserの仕様に従い身体の各パーツが分離した状態でデータ化されていたが、この世代においては、身体の全てのパーツが一体化された。関節などの変形はウェイトマップによって実現する。
また、JCMを組み込んだGenesisに服を着せた場合、服の方は一切弄らなくても殆ど破綻しないなど、Poser上でもDAZ Studioと同様にリアルタイムかつ臨機応変な機能を利用できる。

#### DAZ第7世代フィギュア
Genesis3
この世代以降、DAZ社のフィギュアはPoserでは利用できない。

### イーフロンティア社製フィギュア
Miki
イーフロンティアから販売されているフィギュア。20代前半のリアル調な日本人女性を再現している。なおMikiには、時期によってデータ修正による形状データ等の多少の差異がある。(後期版はMiki2などと呼称される)
Koji
イーフロンティアから販売されているフィギュア。20代前半のリアル調かつアウトロー風味な、日本人男性を再現している。
Terai Yuki
イーフロンティアから販売されているフィギュア。20代前半の女性で、リアルとアニメの中間系なデザインをしている。もとはShade用に発表されたバーチャルアイドルであるテライユキで、原作者である漫画家のくつぎけんいちが、Poser用にいくつかのデータ修正を行なったもの。のちに、ポリゴンメッシュの密度を高精細化したTeraiYuki2（TY2と略する）が発表になった。
にあ☆みぃ
Poserからアニメーション作成機能を省略した簡易版・『iPoser』のリリースに合わせて登場したフィギュア。7歳から10代前半を想定した少女で、非常にアニメ的なデザインをしている。にあ☆みぃの規格で、もえたんのキャラクタデータがリリースされた。作者は、かこみき。

### その他
MayaDoll / AnimeDoll
Renderosityなどで販売されている、個人作成のフィギュア。頭部以外のパーツは双方互換で、AnimeDollはアニメキャラ風の有料フィギュア。トゥーンレンダリングを使うと、さらにアニメ調寄りの表現ができる。